# Nardos Bekele-Thomas

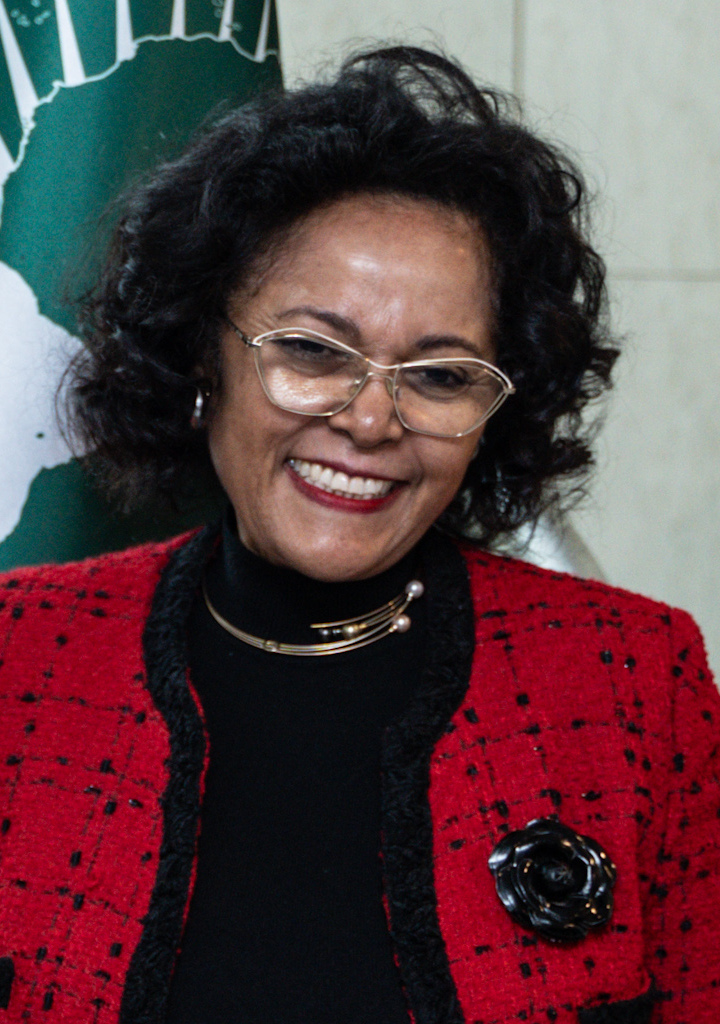
Nardos Bekele-Thomas (2024)

Nardos Bekele-Thomas, geborene Bekele (geboren 1958 in Addis Abeba), ist eine äthiopische Ökonomin und Volkswirtschaftlerin sowie Mitarbeiterin internationaler Organisationen, die mit Funktionen für die Vereinten Nationen betraut war und seit 2022 für die Afrikanische Union tätig ist.

## Leben
Ihre Kindheit und Jugend verbrachte sie mit 14 Geschwistern in Addis Abeba, sie ist das fünfte Kind. Ihr Vater war im öffentlichen Dienst tätig. Zudem leitete er mehrere private Unternehmungen, bei deren Führung ihre Mutter mitwirkte. Der Vater vermietete eigene Häuser und betrieb Landwirtschaft.
Ihre Arbeit für die Vereinten Nationen begann im Jahr 1979 zur Zeit der Militärdiktatur des Mengistu Haile Mariam in Äthiopien. Während dieser Zeit verlor ihre Familie die Existenzgrundlage und zwei Brüder wurden unter den damaligen Verhältnissen hingerichtet. Den Einstieg in ihre spätere berufliche Laufbahn ermöglichte die Leitung des Entwicklungsprogramms der Vereinten Nationen (UNDP) in Äthiopien, die ihr eine Aufgabe als Sachbearbeiterin gab. Im Verlauf dieser Tätigkeit nahm ihr Interesse an Aspekten der menschlichen Entwicklung auf dem afrikanischen Kontinent zu. Die darauf folgenden beruflichen Etappen für die Vereinten Nationen führten sie nach Äthiopien (1974–1982), New York, USA (1983–1987 und 1998–2004), Indien (1987–1988, UNDP-Mitarbeiterin), Bhutan (1988–1989), auf die Komoren (1989–1990), nach Benin (1990–1993, UN Resident Coordinator und UNDP Resident Representative) und Uganda (1994–1998). Weitere Arbeitsaufenthalte hatte sie in Gabun, Kamerun, Tschad und der Zentralafrikanischen Republik.
In New York war Bekele-Thomas als Länderprogrammberaterin (als UNDP Senior Programme Adviser) für Ost- und Zentralafrika im Regionalbüro für Afrika des UNDP tätig (2001–2004).
Über vier Jahre konnte sie als Stellvertreterin des UNDP-Repräsentanten in Kenia Erfahrungen in einer leitenden UN-Auslandsfunktion sammeln, bis sie diese Aufgabe selbst übertragen bekam.
Von 2013 an wirkte sie als United Nations Resident Coordinator und UNDP Resident Representative (2013–2016) von den Vereinten Nationen für Kenia. Anschließend übernahm sie als „Leitende Direktorin“ Aufgaben im Generalsekretariat der Vereinten Nationen (2016–2017). Bekele-Thomas war bis 2022 als Resident Coordinator of the United Nations in South Africa tätig. In dieser Funktion folgte ihr der Kameruner Nelson Muffuh.
Auf dem Gipfeltreffen der Staatsoberhäupter der Afrikanischen Union vom 5. bis 6. Februar 2022 wurde sie für die Leitung der AU-Entwicklungsagentur in Midrand (Südafrika) vorgeschlagen. Die Leitung der African Union Development Agency (AUDA-NEPAD) übernahm sie als Direktorin (CEO) am 1. Mai 2022. Zur Amtsübergabe wurde in Johannesburg eine zweitägige Klausurtagung (6.–7. Mai) mit Mitgliedern des NEPAD-Lenkungsausschusses abgehalten. Nardos Bekele-Thomas folgte im Amt dem NEPAD-Gründungsdirektor Ibrahim Assane Mayaki.

## Qualifikationen
- Bachelor of Arts (1982): Economic Development, Applied Statistics und International Development – Universität Addis Abeba.
- Master (1985) und ein Ph.D. Candidate Certificate in Economic Development, Monetary Economics und Econometrics – New York University.

## Ehrungen
- 2015: Woman of Excellence, Auszeichnung der Afrikanischen Union (Diaspora African – Forum, AU-DAF)[1]

## Persönliches
Nardos Bekele-Thomas spricht fließend Englisch und Französisch. Sie ist mit Adebisi Babatunde Thomas verheiratet, den sie während einer früheren beruflichen Station in Kenia kennenlernte. Dieser war in den frühen 1980er Jahren als UNDP-Repräsentant in diesem Land eingesetzt.